# 越後交通県央観光
越後交通県央観光株式会社（えちごこうつうけんおうかんこう）は、かつて新潟県三条市に本社を置いていた乗合バス・貸切バスを運行する会社である。略称は「県央観光」（けんおうかんこう）。
乗合バスは主に新潟県の県央地域を中心に路線を持っており、越後交通が100%出資する同社の子会社だった。越後交通（旧）三条営業所を前身とし、現在の越後交通三条営業所の前身となっている。

## 沿革
1998年1月29日に越後交通から分社化され、越後交通（旧）三条営業所が担当していた県央地域の乗合バスを引き継いだ。
ただし、長岡駅 - 中之島 - 今町 - 東三条駅線は引き続き越後交通が運行を担当していた。
2008年7月1日付けをもって越後交通に吸収合併（再統合）され、北長岡営業所の廃止に伴い再設置された同社の三条営業所に全ての路線を移管した。

## 本社および営業所
本社は三条市塚野目に所在。分社前の越後交通三条営業所をそのまま転用したもので、県央観光が再び同社に吸収された後は、再び同社三条営業所となっている。なお県央観光の管轄当時、三条営業所方面バスの行先は「本社営業所」となっていたが、越後交通本体にも「本社営業所」があるため、少なからず混同を招いていた。
なお、同市東三条三丁目の越後交通三条観光センターの敷地の一部（塚野目設置以前の旧：三条営業所）は、東三条駅前発着バスの待機場として使用されている。これは同駅の駅前広場が非常に狭隘で、バスが長時間待機する場所が確保できないための措置であり、新潟交通観光バスの車両も待機のために使用することがある。

## 運行していた路線
三条市を中心に、燕市・加茂市で運行路線を担当していた。東三条駅前をターミナルとし、燕駅前・下田・加茂病院前を結ぶ路線が主要路線であった。越後交通と同様に越後交通県央観光では、系統番号を設けていなかった。
- 燕駅前 - 燕三条駅三条口 - 東三条駅前 - 長沢駅跡 - 八木ヶ鼻温泉
- 東三条駅前 - 長沢駅跡 - 八木ヶ鼻温泉 - 遅場
- 東三条駅前 - 長沢駅跡 - 八木ヶ鼻温泉 - 笠堀ダム

東三条駅前 - 長沢駅跡間は廃止された弥彦線に並行する形で運行されている。東三条駅前 - 八木ヶ鼻温泉間を基本に、燕三条駅前を経由して燕駅前を発着する便、八木ヶ鼻温泉から遅場、笠堀ダムにそれぞれ延長発着する便がある（遅場、笠堀ダムへ延長する便は東三条駅前発着）。
- 燕駅前 - 燕三条駅三条口 - 東三条駅前 - 加茂病院前

東三条駅前 - 加茂病院前間を基本としている。保内公園を経由する便もある。加茂駅前には乗り入れない。
- 東三条駅前 - 八王寺 - 燕駅前（一部は済生会三条病院経由）
- 東三条駅前 - 八王寺 - 分水駅前 - 渡部 - 寺泊車庫前（一部は済生会三条病院経由）
- 東三条駅前 - 燕三条駅三条口 - 県央大橋 - 八王寺 - 分水駅前 - 寺泊車庫前
- 燕駅前 - 横田 - 分水駅前

燕三条駅開業前は八王寺経由・向町経由がメインルートだったが、2003年に県央大橋が開通し東三条駅前 - 寺泊車庫前間の便が燕三条駅・県央大橋を経由するようになり、八王寺経由の便は減少した。燕駅前 - 分水駅前は運行便数が少ない。
- 東三条駅前 - 本町 - 済生会三条病院 - 刈谷田橋 - 善久寺 - 三条市役所栄庁舎（一部は刈谷田橋で折返し）
- 東三条駅前 - 大面 - 三条市役所栄庁舎（一部は大面小学校前で折返し）
- 東三条駅前 - 四日町 - 済生会三条病院

2002年にそれまでの東三条駅前 - 刈谷田橋間、東三条駅前 - 大面間をそれぞれ栄町役場まで延長して、事実上の循環バスとなった。刈谷田橋から来たバスは大面へ、大面から来たバスは刈谷田橋へ、それぞれ通して運行される。
四日町を経由する東三条駅前 - 済生会三条病院間は、済生会三条病院が休診する日は運休する。
- 東三条駅前 - 三条病院 - 金属団地 - 本社営業所（一部は三条病院で折返し）

厚生連三条総合病院が休診する日は一部を除き運休する。事実上、東三条駅前から本社営業所への回送を営業化した便で、東三条駅発着のバスがそのまま運行することもある。
- 長沢駅跡 - 広手三叉路
- 長沢駅跡 - 曲谷 - 新屋
- 長沢駅跡 - 前谷 - 鶴亀橋

東三条駅前 - 八木ヶ鼻温泉間のバスを補完する。運行便数は少ない。
- 三条市内循環バス「ぐるっとさん」
  - Aコース
  - Bコース
  - 南コース
  - 北コース
- 三条市内循環バス（下田地域）

三条市から受託し運行する自治体バス。
これらのバスはほとんどが21条バスで、三条市では生活交通確保対策運行費として県央観光が運行する19路線と新潟交通観光バスが運行する路線（東三条駅 - 燕三条駅 - 大島 - 新飯田線ほか）に対し、計3,496万円（2007年度予算）を補助している。

## 車両
塗色は越後交通グループ他社と同じ仕様を採用している。
路線バス車両は銀地に赤い帯の「東急色」、貸切バス車両はメタリックグレーに白・赤・濃紺のラインが入り、「ECHIGO KOTSU」の金色ロゴが配されている。越後交通から分社時に継承された車両の他、全国各地の事業者より購入した中古車両も保有していた。いずれも車体の塗色は前述の越後交通仕様のものに塗り替えてある。
越後交通グループ他社の所属車両のナンバーは「長岡」ナンバーであるが、三条市では「新潟」ナンバーが発行されているため、越後交通 県央観光に所属する車両には全て新潟ナンバーが付与されていた。
再開した三条営業所の所属車両も新潟ナンバーとなっている。
また車両の特徴として、写真の車両のように回送表示が越後交通で採用されている「回送車」ではなく、『回送』の2文字になっている。これは越後交通より分社化された子会社である南越後観光バスや越後柏崎観光バス（後の北越後観光バス）でも採用されている。